# Коридорас Аксельрода
Коридорас Аксельрода (Corydoras axelrodi) — вид сомоподібних риб з роду Коридорас підродини Corydoradinae родини Панцирні соми. Назву отримав на честь Герберта Ричарда Аксельрода, американського іхтіолога-акваріуміста. Інша назва «рожевий коридорас».

## Опис
Загальна довжина досягає 4,2—4,5 см. Спостерігається статевий диморфізм: самці менші за самиць, проте стрункіші. Голова невелика. очі помірного розміру. Рот трохи повернуто донизу. Є 3 пари вусиків. Тулуб помірно широкий. Спинний плавець піднято відносно високий, з 6-7 променям, з яких 1 є жорстким. Жировий плавець невеличкий, проте більший ніж в інших коридорасів. Грудні та черевні плавці невеличкі, знаходиться неподалік одні від одних. Хвостовий плавець широкий з невеличкою виїмкою.
Забарвлено у світло-коричневий колір з рожевим відтінком. Головою, через очі, проходить чорна поперечна смуга. Інша чорна смуга проходить по середині тулуба — уздовж бокової лінії: починаючи навпроти спинного плавця і закінчується на початку нижньої лопаті хвостового плавця. В основі спинного плавця також присутні темна смужка. Втім є особини, у яких майже або зовсім відсутні смужки.

## Спосіб життя
Є демерсальною рибою. Воліє до прісної води. Утворює невеличкі групи. Активний у присмерку та вночі. Живиться біля дна хробаками, донними ракоподібними, комахами та рослинними речовинами.
Парування відбувається у невеличких водоймах. Самиця тримає 2—4 яйця між її черевними плавниками, де самець запліднює їх протягом близько 30 секунд. Тільки тоді самиця заплив до обраного місця серед рясної рослинності, де вона прикріплює дуже липні яйця. Пара повторює цей процес до тих пір поки до 100 ікринок не буде запліднено. Кладка не охороняється. Інкубаційний період триває 3-4 дні.

## Розповсюдження
Мешкає у річці Мета (Колумбія).